# 血體液傳染病
血體液傳染病（英語：Blood-borne disease）是指受到污染的血液和其他體液而傳播的疾病。血液中可能含有不同類型的病原體，其中主要是微生物（例如細菌和寄生蟲）和非細胞生物感染原（例如病毒）。美國疾病控制與預防中心（CDC）所屬美國國家職業安全衛生研究所（CDC-NIOSH）認為醫事人員最需要注意的是三種經由血體液傳播的病原體（全部都是病毒）：人類免疫缺乏病毒（HIV）、B型肝炎（HVB）、和C型肝炎（HVC）。
不直接透過血液接觸，而是通過昆蟲或其他病媒傳播的疾病，縱然在患者血液中可找到致病病原，將之歸類為蟲媒傳染病會更妥切。病媒傳播的疾病包括西尼羅河病毒、茲卡熱、和瘧疾。
許多血體液傳染病也可經過其他方式感染，包括危險性性行為或靜脈注射毒品（也可稱為靜脈吸毒）。運動醫學中也發現這些疾病傳染的案例（例如B型肝炎和C型肝炎）。
由於要確定任何給定的血液樣本中包含有哪些病原體，存有相當的困難度，而且某些血體液傳染病具有致命性的效果，因此標準醫學上的做法會把所有血液（和任何體液）都當作有潛在的傳染性。“血液和體液預防措施”是一種用在控制感染的預防工作，目的是盡可能減少這類疾病的傳播機會。

## 職業接觸
針刺傷害（例如，缺乏適當的針頭處置技術，和/或安全注射器）在實驗室或臨床環境中對於血液是最大的健康威脅。這類情況對於醫事人員，包括：護理人員、外科醫師、實驗室助理、醫生、抽血人員、和實驗室技術員的風險最大。這些人的工作都牽涉到運用注射器做抽血，或是施打藥品的工作。
美國國家職業安全衛生研究所訂下醫療機構必須遵循的5條規則，以減少員工接觸血體液傳播病原體的風險。如下：
- 要有接觸控制的書面計劃
- 要有規範精細的控制（針對放置銳器的容器、可拆卸和可伸縮的注射針頭、注射針頭保護蓋等）
- 要有安全工作規範和安全設施
- 員工可獲得B型肝炎疫苗接種
- 教育，以及接觸後的跟催處理

以上控制措施雖然看來屬於一般性質，但可把醫護人員在工作環境中的血體液傳染病傳播率大幅降低。

## 輸血
對輸血用的血液做篩檢的目的，是確定血液中是否有血體液傳染病病原體。另外，使用核黃素和紫外線組合抑制病原體技術去改變病原體的核酸，抑制病原體的複製，施用在輸血前的血液成分上，可達到降低疾病傳播風險的目的。
在歐洲的血液中心採用一種使用合成補骨脂素、鹽酸氨托沙林（amotosalen HCl）、和波長320nm至400nm的長波紫外線的技術，來對血小板和血漿成分做處理，以防止由細菌、病毒、和原生動物所引起的疾病傳播。

## 更換針頭計劃
針頭和附屬裝置更換計劃（NEP）是用來減少透過靜脈注射毒品人士之間血體液傳染病的交互傳播。計劃通常也提供成癮諮詢服務，傳染病檢測，在某些情況下還提供心理健康和其他病例的處理。NEP在1980年代起源於歐洲，在1986年被引入美國，這個名稱的起源，是因為計劃最初是為靜脈注射非法物質的使用者提供乾淨，全新針頭的地方，並為那些人用過的針頭做回收。這樣的做法能把針頭做正確的處置。實證研究證實NEP確有益處。NEP可對導致HIV傳播的行為產生影響。這些行為包括減少分享使用過的注射器（減少被污染的注射器的循環使用），並以無菌注射器取代。

## 預防
只要有接觸到血液或其他體液風險的場合，就該遵循標準的預防措施，以防止血體液病原體和其他疾病的傳播。標準的預防措施包括保持個人衛生和使用個人防護裝備（PPE）、規範精細的控制、以及執行工作的控制等。醫事人員一定要避免接觸到血液和其他體液。提供醫療護理的時候，尤其是可能會接觸血液或體液時，必須戴上醫用手套（或稱可拋棄式、一次性手套）。為新患者提供醫療護理的時候，必須把使用過的手套拋棄，更換新的。使用有安全裝置保護的針頭以防止針刺意外，以避開血體液傳染病原體。
利用有層次結構的控制，有助於防止環境上和職業上的針刺意外，避免隨之而來的疾病感染。這些層次結構包括：
消除：
消除實體風險，包括缺乏安全裝置的針頭。此外，當有安全而有效的替代方案的時候，就不要使用針頭設備。
取代：
用內置有安全功能的針頭取代沒安全功能的針頭。這種做法就可減少因針刺意外而傳播的疾病。
規範精細的控制：
提供放置銳器的容器，讓相關人士在使用後立即將針頭置入，避免有人受到傷害。
管理上的控制：
在工作場所建立安全文化，以改變人們的工作方式，例如避免重新蓋上或折彎可能已受污染的針頭，並立即處置用過的針頭和其他銳器。

## 外部連結
- Selected EPA-registered Disinfectants—U.S. Environmental Protection Agency （页面存档备份，存于）
- OSHA Bloodborne Pathogen Standard (BBPS) （页面存档备份，存于）
- Bloodborne Pathogens and Needlestick Prevention （页面存档备份，存于）, from the Occupational Safety and Health Administration (OSHA)
- OSHA Bloodborne Pathogens Workplace Safety Standards and Regulations （页面存档备份，存于）
- Antimicrobials Information—National Pesticide Information Center （页面存档备份，存于）
- Professor Andrew Speilman, Entomologist, Harvard School of Hygiene and Public Health （页面存档备份，存于） Freeview Malaria video by the Vega Science Trust.
- Rob Hutchinson, Entomolgoist, Mosquitoes （页面存档备份，存于） London School of Hygiene and Tropical Diseases. Freeview video by the Vega Science Trust.
- . cdc.gov.   [2014-03-01]. （原始内容存档于2011-10-23）.
- NIOSH Bloodborne Infectious Diseases Topic Page （页面存档备份，存于）